# César Civita
Pour les articles homonymes, voir Civita (homonymie).
César Civita, né le 4 septembre 1905 à New York, mort le 9 avril 2005 à Buenos Aires, est un éditeur et entrepreneur italien, naturalisé argentin. Il est le fondateur de Editorial Abril en Argentine.
Il est le frère de Victor Civita fondateur de Editora Abril, qui est devenu plus tard le Groupe Abril.

## Biographie
Bien que né à New York, sa famille revient s'installer à Milan où il passe sa jeunesse avec ses frères dont Victor Civita. En 1936, il devient le directeur général d'Arnoldo Mondadori et relance avec Cesare Zavattini, Le Grandi Firme, le magazine de Pitigrilli. Il signe une licence avec la société Disney pour publier des magazines en Italie.
En raison des lois fascistes votées en 1938, la famille dont le père est juif quitte le royaume d'Italie et retourne à New York. Il devient alors agent pour des illustrateurs comme Saul Steinberg.
En 1941, César Civita décide d'émigrer en Argentine et s'installe avec sa femme et ses enfants à Buenos Aires devenant le représentant de Disney dans le pays. Il fonde aussi une maison d'édition nommée Editorial Abril.
À partir de 1945, César Civita diversifie Editorial Abril en embauchant de nombreux illustrateurs et dessinateurs d'Argentine et d'Italie dont Hugo Pratt, Mario Faustinelli, Alberto Ongaro, Ivo Pavone, Héctor Oesterheld, Alberto Breccia, Dino Battaglia et Paul Campani.
Au début de l'année 1950, il est licencié de son poste de responsable Disney en Argentine.